# Programa de televisió

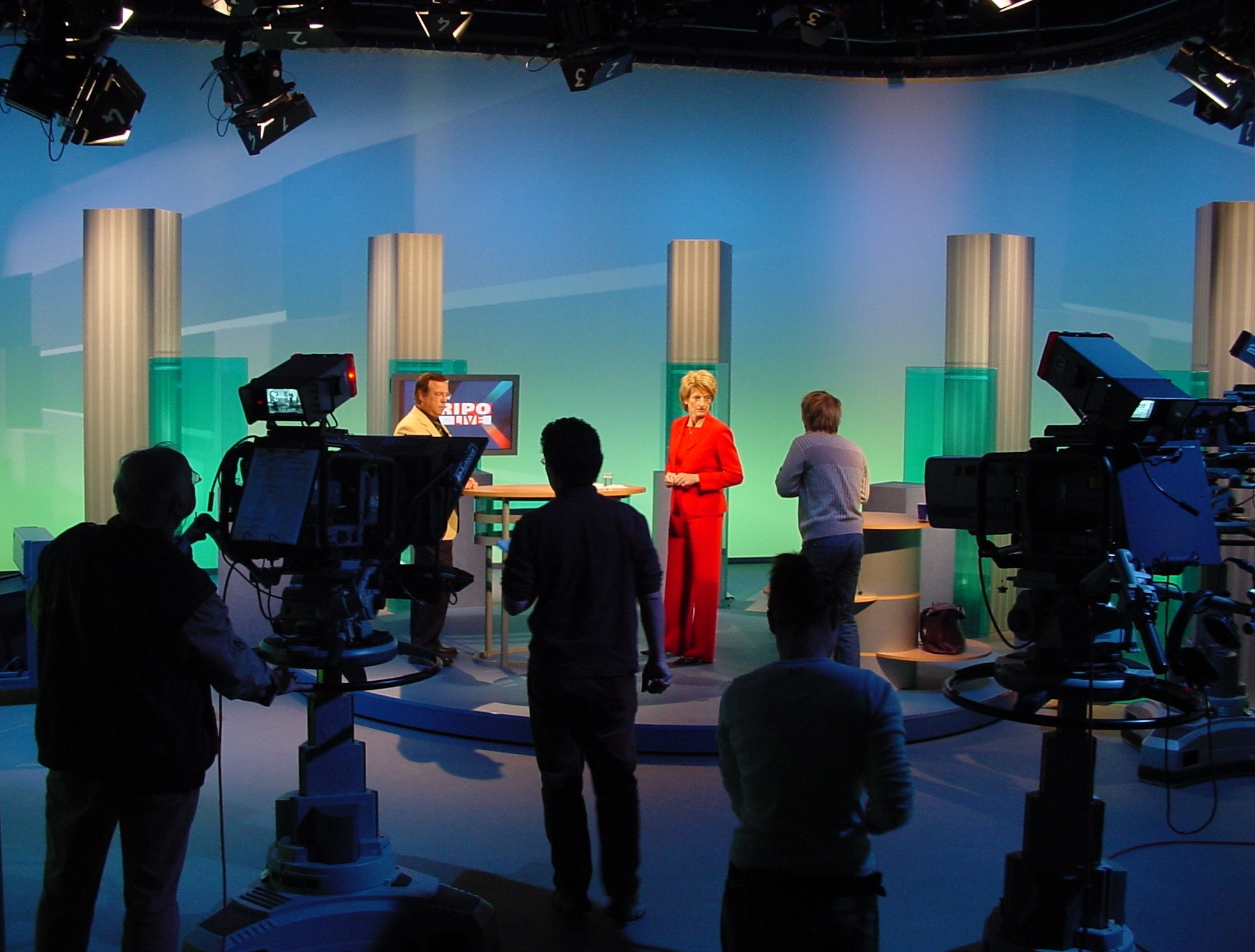
El plató i les càmeres d'un programa de televisió en directe.

Un programa de televisió és qualsevol contingut produït per a la seva difusió a través d'ones hertzianes, per satèl·lit, per cable o per Internet i que es visualitza normalment en un televisor, excloent-ne notícies d'última hora, anuncis o tràilers, que se solen col·locar entre programes. Els programes de televisió se solen programar amb molta antelació i apareixen en guies electròniques o en altres llistes de televisió.
Els programes de televisió es poden visualitzar a mesura que es transmeten en temps real (en directe), es poden gravar en vídeo o en un enregistrador digital de vídeo per a la seva posterior visualització, o es poden visualitzar sota demanda a través d'un descodificador o en directe per Internet.
La programació televisiva és el conjunt de peces audiovisuals que conformen l'emissió diària. Aquestes peces són individuals, però s'enllacen per donar continuïtat a l'emissió. Segons el contingut d'aquestes peces, els programes els podem diferenciar en diferents gèneres.

## Gèneres televisius
El gènere televisiu és el tipus de programa que emet la televisió. Tot i que cada cadena té els seus propis criteris i formats per programar, hi ha una sèrie de programes que apareixen a la majoria de cadenes, i que es divideixen principalment en programes de ficció, informatius, musicals, esportius, culturals o divulgatius, i de varietat.

### Ficció
Són programes de representació dramàtica, on actors interpreten fets històrics o ficticis. Pot tenir diferents formats:
- Sèries: consisteixen en històries dividides en capítols breus per fidelitzar l'audiència durant una temporada llarga. Aquestes poden ser ficcions dramàtiques ("culebrons"), còmiques ("sitcoms"), de ciència-ficció, etc.
- Llargmetratges
- Curtmetratges
- Telefilms

### Informatiu
Programes que tenen com a objectiu informar dels fets d'actualitat i d'interès general, sigui de forma periodística o d'alguna altra forma:
- Informatius
- Debats, tertulies
- Reportatges
- Programes educatius
- Entrevistes
- Cròniques

### Musical
Programes en els quals la música és l'element dominant del seu contingut:
- Òperes
- Videoclips
- Pel·lícules amb la música com a element principal: musicals
- Programes de dansa

### Esportiu
Programes en els quals l'element central és l'esport:
- Notícies d'esport
- Retransmissions esportives
- Tertúlies d'esport
- Esdeveniments esportius especials com els Jocs Olímpics

### Cultural / divulgatiu
Es dediquen al camp específic del coneixement, la divulgació o la realitat de la societat i adopten normalment la forma de documental. Es classifiquen segons les àrees d'interès:
- Art
- Ciències
- Cultura
- Oci
- Economia

### Varietat
Aquells programes en els quals domina l'estil de l'espectacle i l'atzar com als magazins i musicals:
- Concursos
- Talk shows
- Late night show
- Programes d'humor
- Gales en directe
- Reality-shows

### Altres programes
- Redifusió televisiva[1]